# Gerhard Warstat
Ernst Gerhard Warstat (* 6. November 1887 in Angerburg; † 5. Januar 1941 in Stendal) war ein deutscher Chirurg und Privatdozent.
Er war Direktor und Chefarzt des Johanniter-Krankenhauses in Stendal. Als Mitglied des Erbgesundheitsgerichts in Stendal zeichnete er verantwortlich für hunderte Zwangssterilisationen, die auf der Basis des „Gesetzes zur Verhütung erbkranken Nachwuchses“ ab 1934 durchgeführt wurden.

## Familie
Warstat war ein Sohn des Taubstummenlehrers Ernst Warstat und seiner Ehefrau Auguste, geb. Bierfreund. Er heiratete im Jahr 1928 in Stendal Ruth Anita Eleonore, geb. Diercksen. Aus der Ehe gingen zwei Söhne hervor, von denen einer bereits als Kind starb.

## Leben
Nach der Stadtschule in Friedland besuchte Warstat das Königliche Friedrichs-Kollegium zu Königsberg. Nach dem Abitur nahm er 1906 das Studium der Medizin an der Albertus-Universität in Königsberg auf. Zwischen der ärztlichen Vorprüfung im Jahr 1908 und der ärztlichen Prüfung im Jahr 1911 absolvierte er die erste Hälfte seiner Militärdienstzeit als Einjährig-Freiwilliger beim Grenadier-Regiment Nr. 3 König Friedrich Wilhelm. Seine erste Stelle erhielt Warstat als Medizinalpraktikant an der Königlich Medizinischen Poliklinik in Königsberg. Im Folgejahr wechselte er auf die zweite Assistentenstelle am Pathologisch-anatomischen Universitätsinstitut an der Albertus-Universität. Im Jahr 1912 wurde er an der Albertus-Universität mit einer Arbeit zum Thema „Über seltene Kombinationen von Carcinomen an den weiblichen Sexualorganen“ promoviert.  Im Folgejahr ging er als Volontärarzt an der Königlichen Chirurgischen Poliklinik, wo er kurz darauf zum Assistenzarzt befördert wurde. Zu Beginn des Ersten Weltkriegs wurde Warstat Chirurg bei der 1. Sanitäts-Kompanie des 1. Armeekorps, dann Bataillonsarzt beim Grenadier-Regiment Nr. 1 Kronprinz. Im Jahr 1916 übernahm er die Militärabteilung der Chirurgischen Universitätsklinik in Königsberg. Im Jahr darauf wurde er habilitiert. Bei Kriegsende wurde Warstat als Oberarzt der Reserve entlassen.
Vom 1. April 1922 bis zu seinem Tod wirkte Warstat als Direktor und Chefarzt des Johanniter-Krankenhauses in Stendal. Unter seiner Leitung wurde das Krankenhaus durch mehrere Baumaßnahmen modernisiert, so dass es den Ansprüchen der Zeit an Hygiene und Komfort im Patientenbereich und optimierte Arbeitsabläufe im Pflege- und Wirtschaftsbereichs gerecht wurde. Zudem wurde die Kapazität durch Neu- und Anbauten von ursprünglich 200 auf 302 Betten im Juni 1937 gesteigert.
Nach der Machtergreifung der Nationalsozialisten trat Warstat 1933 der SA bei. Im Rang eines Sanitäts-Sturmführers betreute er die Reiterstandarte 141.
Ab 1934 war er Beisitzer des Erbgesundheitsgerichts Stendal. Die Aufgabe setzte voraus, dass der Arzt „mit der Erbgesundheitslehre besonders vertraut“ war. Bereits im ersten Jahr seines Bestehens wurden bei dem Erbgesundheitsgericht 556 Anträge auf Zwangssterilisation gestellt. Oft handelte es sich um Insassen der Landesheilanstalt Uchtspringe. Etwa 95 Prozent der vor das Gericht gebrachten Fälle endeten mit der zwangsweisen Sterilisierung.

## Veröffentlichungen (Auswahl)
- Über seltene Kombinationen von Carcinomen an den weiblichen Sexualorganen. Dissertation der Medizinischen Fakultät der Albertus-Universität in Königsberg/Pr. Eigenverlag, Druck L. Schumacher, Berlin 1912.
- Über seltene Kombinationen von Carcinomen an den weiblichen Sexualorganen. In: Zeitschrift für Krebsforschung. Bd. 11, Nr. 3. Oktober 1912, S. 527–546.
- Über eine typische Sportverletzung des rechten Humerus durch Handgranatenwurf. In: Münchener medizinische Wochenschrift. Nr. 6. 1917, S. 200.
- Verstümmelnde und konservative Extremitätenoperationen. Sammelreferat über die im Jahre 1919 erschienenen Arbeiten. In: Archiv für Orthopädie, Mechanotherapie und Unfallchirurgie, mit besonderer Berücksichtigung der Frakturenlehre und der orthopädisch-chirurgischen Technik. Bd. 18, Nr. 3. 1920, S. 627–647.